# Dubrovniki repülőtér
A Dubrovniki repülőtér (ismert Čilipi repülőtér néven is; (IATA: DBV, ICAO: LDDU)) Horvátországban, Dubrovnik közelében fekvő nemzetközi repülőtér; a Croatia Airlines légitársaság egyik bázisa. Dubrovnik központjától kb. 15,5 km-re fekszik, Čilipi mellett. 2014-ben az ország harmadik legnagyobb utasforgalmú repülőtere volt a Zágráb-Franjo Tuđman repülőtér és a Spliti repülőtér után. Itt található Horvátországban a leghosszabb futópálya.

## Története
Dubrovnik repülőtere 1962-ben nyílt meg. A várost ezelőtt a Gruda légibázis szolgálta, amelyet 1936-ban nyitottak meg a kereskedelmi utasforgalom előtt, és csak a nyári hónapokban használták. Az Aeroput belföldi légitársaság járatai 1936-tól összekötötték Dubrovnikot Szarajevón keresztül Belgráddal, egy évvel később pedig már Zágrábbal is.
1987-ben, a jugoszláv repülés legforgalmasabb évében a repülőteret 835 818 utas használta nemzetközi járatokon és további 586 742 belföldi járatokon. Jugoszlávia felbomlását követően a repülőtér először 2005-ben érte el az egymilliós utasforgalmat. Ma Dubrovnikban van az ország legmodernebb utasterminálja, és a régi, 1962-ben épült, mára lebontott épület helyére új terminált is terveznek; ennek hetvenmillió eurós költségét európai uniós kölcsönből finanszírozzák. 2010 májusában új terminál nyílt, melynek területe több mint 13 700 négyzetméter, utaskapacitása évente kétmillió.
Érdekesség, hogy a gurulópálya alatt egy barlang található, a Đurovića špilja. (Kép,Kép.) A barlangban borospince is található.

## Terminál

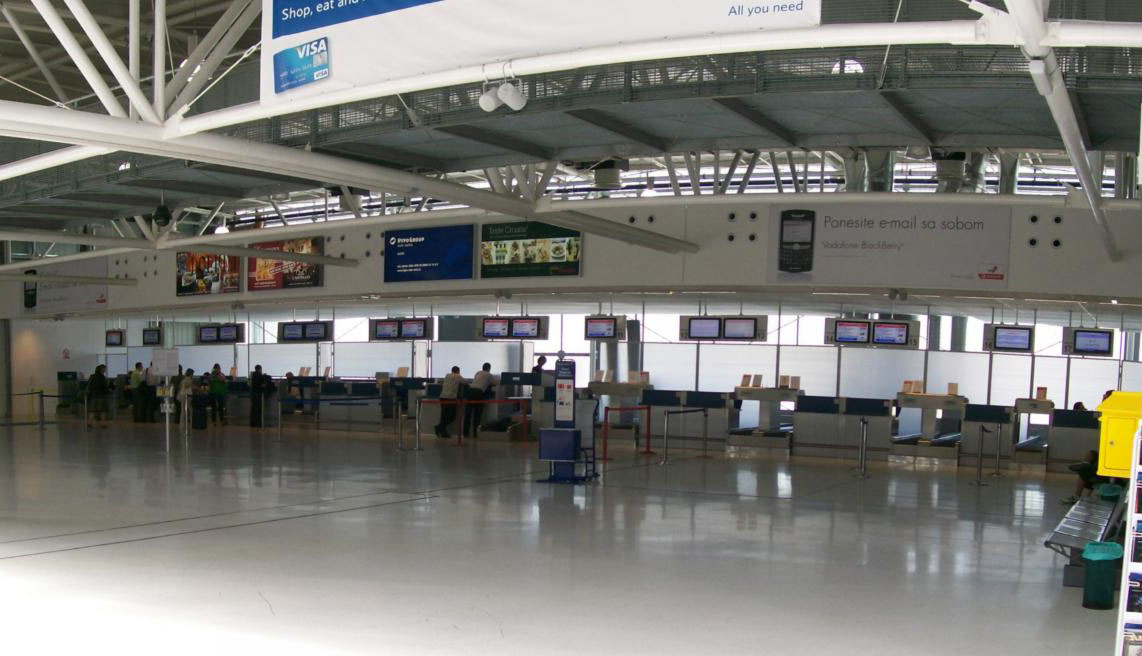
A terminál belseje

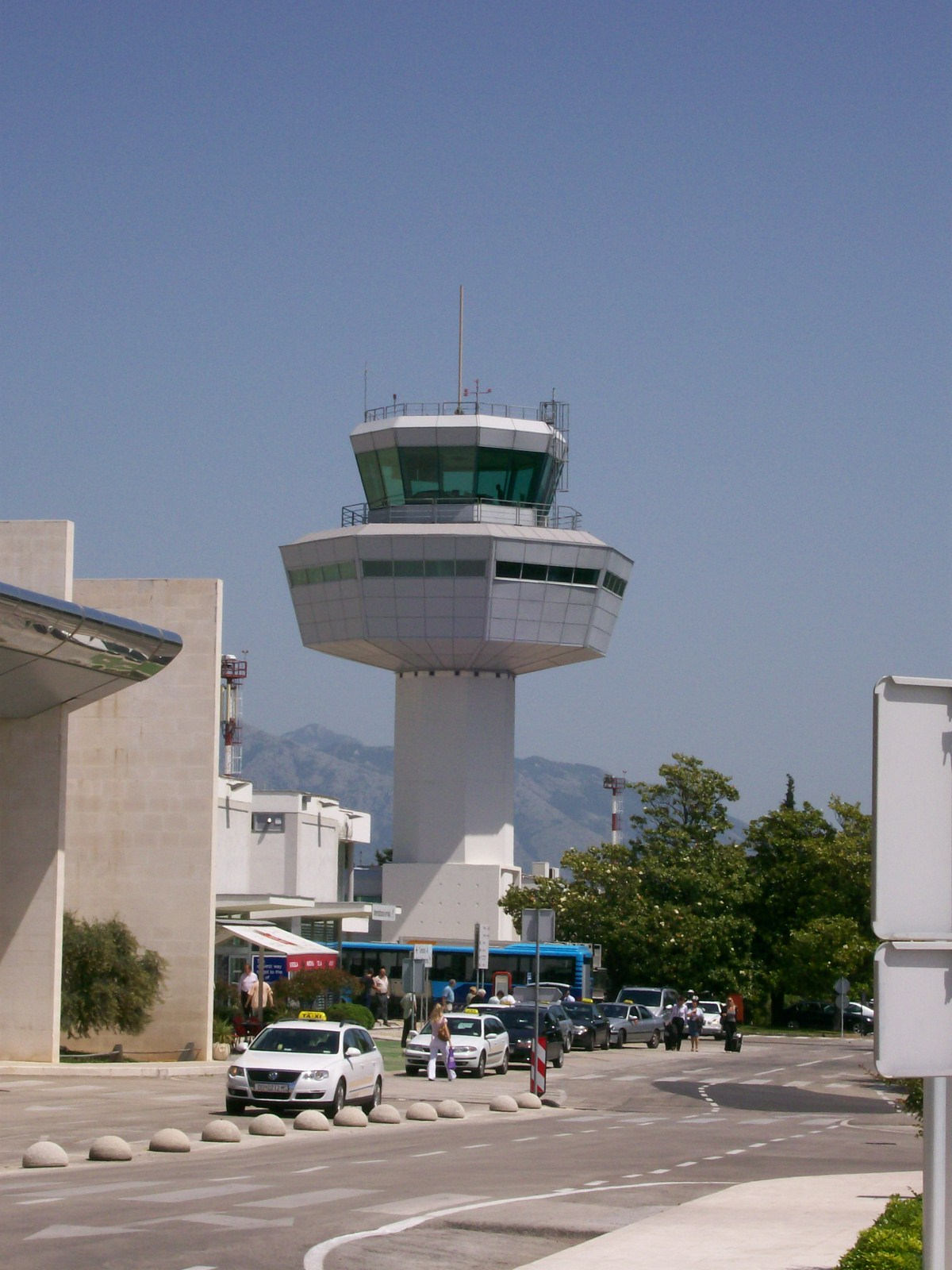
A torony

A terminál további bővítését a tervek szerint 2019-ben fejezik be. Az új, 24 181 m²-es terminál, mely négy utashíddal fog rendelkezni, Horvátország legnagyobbja lesz és évente 3,5 millió utast lesz képes kiszolgálni. A további tervekben kereskedelmi zóna és négycsillagos szálloda is szerepel, a távolabbi tervekben pedig új futópálya, a meglévő futópálya gurulóúttá alakításával.

## Légitársaságok és úticélok
2023-ban a Dubrovniki repülőtérről az alábbi járatok indulnak:
| Légitársaság          | Célállomások |
| --------------------- | --- |
| Aegean Airlines       | Szezonális: Athens |
| Aer Lingus            | Szezonális: Cork, Dublin |
| airBaltic             | Szezonális: Riga, Tallinn, Vilnius |
| Air France            | Szezonális: Párizs-Charles de Gaulle repülőtér |
| Air Serbia            | Szezonális: Belgrád |
| Austrian Airlines     | Szezonális: Bécs |
| British Airways       | Szezonális: London–Gatwick, London–Heathrow |
| Brüsszel Airlines     | Szezonális: Brüsszel |
| Croatia Airlines      | Frankfurt, Zágráb Szezonális: Athens, München, Eszék, Párizs-Charles de Gaulle repülőtér, Prága, Pula, Róma–Fiumicino, Split, Zürich                                           |
| Discover Airlines     | Szezonális: Frankfurt |
| easyJet               | Szezonális: Amszterdam, Basel/Mulhouse, Berlin, Bristol, Edinburgh, Genf, London–Gatwick, Lyon, Manchester, Nantes, Naples, Párizs–Orly, Venice                                |
| Edelweiss Air         | Szezonális: Zürich |
| Eurowings             | Szezonális: Berlin, Köln/Bonn, Düsseldorf, Hamburg, Stuttgart |
| Finnair               | Szezonális: Helsinki |
| flydubai              | Szezonális: Dubai–International |
| Freebird Airlines     | Charter: Amszterdam, Berlin, Billund, Brüsszel, Copenhagen, Düsseldorf, Frankfurt, Helsinki, London–Gatwick, Lyon, Oslo, Párizs-Charles de Gaulle repülőtér, Stockholm–Arlanda |
| Iberia                | Szezonális: Madrid |
| Jet2.com              | Szezonális: Belfast–International, Birmingham, East Midlands, Edinburgh, Leeds/Bradford, London–Stansted, Manchester, Newcastle upon Tyne                                      |
| KLM                   | Szezonális: Amszterdam |
| Korean Air            | Szezonális charter: Seoul–Incheon |
| Leav Aviation         | Szezonális charter: Köln/Bonn |
| LOT                   | Szezonális: Varsó–Chopin |
| Lufthansa             | Szezonális: München |
| Luxair                | Szezonális: Luxembourg |
| Norwegian             | Szezonális: Bergen, Copenhagen, Helsinki, Oslo, Stavanger, Stockholm–Arlanda                                                                                                   |
| Ryanair               | Szezonális: Dublin, Bécs |
| Scandinavian Airlines | Szezonális: Copenhagen |
| SkyAlps               | Szezonális: Bolzano Szezonális charter: Bratislava |
| Smartwings            | Szezonális: Katowice, Prága, Varsó–Chopin |
| Sun d'Or              | Szezonális: Tel Aviv |
| Trade Air             | Eszék, Rijeka, Split |
| Transavia             | Szezonális: Nantes, Párizs–Orly, Rotterdam/The Hague |
| TUI Airways           | Szezonális: Birmingham, Bristol, Cardiff, East Midlands, Glasgow, Leeds/Bradford, London–Gatwick, Manchester, Newcastle upon Tyne                                              |
| TUI fly Belgium       | Szezonális: Brüsszel |
| Turkish Airlines      | Istanbul |
| United Airlines       | Szezonális: Newark |
| Volotea               | Szezonális: Athens, Bordeaux, Lyon, Marseille, Nantes, Toulouse |
| Vueling               | Szezonális: Barcelona, Párizs-Charles de Gaulle repülőtér, Róma–Fiumicino |
| Wizz Air              | Szezonális: London–Luton, Bécs, Varsó–Chopin, Wrocław |

## Statisztika

### Traffic figures
| Év   | Utasok    | Rakomány |
| ---- | --------- | -------- |
| 1987 | 1 460 354 | 2 490    |
| 2000 | 395 458   | 680      |
| 2001 | 461 322   | 646      |
| 2002 | 507 459   | 657      |
| 2003 | 716 592   | 592      |
| 2004 | 880 967   | 822      |
| 2005 | 1 008 240 | 677      |
| 2006 | 1 120 453 | 741      |
| 2007 | 1 144 038 | 847      |
| 2008 | 1 191 474 | 997      |
| 2009 | 1 122 355 | 516      |
| 2010 | 1 270 062 |          |
| 2011 | 1 349 501 |          |
| 2012 | 1 480 470 | 357      |
| 2013 | 1 522 629 | 375      |
| 2014 | 1 584 471 | 375      |
| 2015 | 1 693 934 |          |

### Legnagyobb légitársaságok
| Helyezés                  | Légitársaság     | Utasok száma (2013) | %     | Utasok %-ban Változás 2012-höz képest |
| ------------------------- | ---------------- | ------------------- | ----- | ------------------------------------- |
| 1                         | Croatia Airlines | 389 397             | 25.68 |                                       |
| 2                         | EasyJet          | 153 134             | 10.05 |                                       |
| 3                         | Norwegian        | 105 292             | 6.92  |                                       |
| 4                         | Lufthansa        | 75 240              | 4.95  |                                       |
| 5                         | Jet2.com         | 73 754              | 4.09  |                                       |
| Forrás: Dubrovnik Airport |                  |                     |       |                                       |

## Fordítás
- Ez a szócikk részben vagy egészben  a   Dubrovnik Airport című angol Wikipédia-szócikk ezen változatának fordításán alapul.  Az eredeti cikk szerkesztőit annak laptörténete sorolja fel. Ez a jelzés csupán a megfogalmazás eredetét és a szerzői jogokat jelzi, nem szolgál a cikkben szereplő információk forrásmegjelöléseként.